# Dávid Angyal

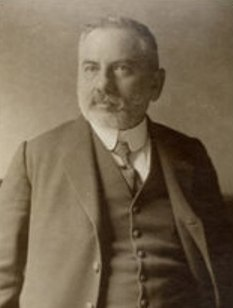
Dávid Angyal

Dávid Angyal (n.30 noiembrie 1857, Kunszentmárton-d. 18 decembrie 1943, Budapesta) a fost un scriitor, istoric și istoric literar maghiar.